# Mesanthura adrianae
Mesanthura adrianae är en kräftdjursart som beskrevs av Negoescu 1999. Mesanthura adrianae ingår i släktet Mesanthura och familjen Anthuridae. Inga underarter finns listade i Catalogue of Life.